# Митряево (Муслюмовский район)
Митряево (тат. Метрәй) — село в Муслюмовском районе Татарстана России. Административный центр Митряевского сельского поселения.

## География
Расположен на востоке республики, у реки Казанчинка. Протекает родник «Хәләф».
Географическое положение
Расстояние до районного центра (Муслюмово): 2,6 км.
Климат
умеренно континентальный с тёплым летом и умеренно холодной зимой. Средняя годовая температура воздуха составляет +3,8 °С. Самый тёплый месяц — июль со средней температурой +19,7 °С и максимальными до +39 °С. В конце ноября образуется устойчивый снежный покров, который держится в среднем около 150 дней в году. Средняя температура января −12,2 °С, абсолютный годовой минимум температур −49 °С зафиксировали также в январе.

## История
Основано в 18 веке. 
По сведениям переписи 1897 года, в деревне Митряева Мензелинского уезда Уфимской губернии жили 949 человек (475 мужчин и 474 женщины), все мусульмане.
До 1920 г. село входило в Ирехтинскую волость Мензелинского уезда Уфимской губернии. С 1920 г. в составе Мензелинского кантона Татарской АССР. С 10.08.1930 г. в Муслюмовском, с 01.02.1963 г. в Сармановском, с 12.01.1965 г. в Муслюмовском районах.

## Население
612 (2002)
Национальный состав
Согласно результатам переписи 2002 года, в национальной структуре населения села татары составляли 99% из 612 человек.

## Инфраструктура
Полеводство, молочное скотоводство, овцеводство. Развивается коневодство.
Социальные услуги предоставляют: МБОУ «Митряевская ООШ», детсад «Лейсан».
Муслюмовский краеведческий музей.
Действует Митряевский СДК, при нём коллектив народного театра с. Митряево

## Транспорт
Проходит автодорога 16К-0143 Актаныш — Муслимово.